# Z 44
Z 44 war ein Zerstörer des Typs 1936 B (Mob) der deutschen Kriegsmarine.

## Geschichte
Die Auftragserteilung für Z 44 erfolgte am 17. Februar 1941. Z 44 war der vierte Zerstörer des Typs 1936 B (Mob). Er wurde beim Werk Weser der Deschimag in Bremen erbaut. Der Zerstörer war eine weitere Variante des Zerstörers 1936. Der Typ 1936 B (Mob) war also keine Neuentwicklung, sondern entsprach weitgehend den Vorgängertypen.
Wesentliche Änderung beim Typ 1936 B (Mob) war die Rückkehr von 15-cm- zu 12,7-cm-Schnellfeuergeschützen.
Z 44 wurde am 1. August 1942 auf Kiel gelegt und lief am 20. Januar 1944 vom Stapel. Die Indienststellung von Z 44 sollte in Kürze stattfinden, das heißt, dass das Schiff baulich fertiggestellt war und die Werfterprobungen weitgehend, wenn nicht völlig, beendet waren, als am 29. Juli 1944 bei einem schweren Bombenangriff auf Bremen auch Z 44 schwer getroffen wurde und im Hafen sank. Vom Zerstörer ragten nur noch Teile der Aufbauten, Schornsteine und Masten aus dem Wasser.
Im Februar 1945 begannen die Bergungsarbeiten an dem Kriegsschiff. 1946 wurde Z 44 verschrottet.